# Bagno a Ripoli
Bagno a Ripoli és un municipi italià, situat a la regió de Toscana i a la ciutat metropolitana de Florència. L'any 2001 tenia 25.228 habitants.